# Spilarctia phaea
Spilarctia phaea là một loài bướm đêm thuộc phân họ Arctiinae, họ Erebidae.